# Proteinsekvensering
Proteinsekvensering innebär att man bestämmer en sekvens av en polypeptid, det vill säga aminosyrornas ordningsföljd. En vanlig metod är Edmannedbrytning, som uppfanns av Pehr Edman. En annan vanlig metod är masspektrometri.

## Teknik för Edmannedbrytning
Fenylisotiocyanat klipper av aminosyran i N-terminalen (genom att bilda ett kovalent komplex med denna N-terminala aminosyra) och det bildas ett N–terminalt aminosyraderivat. Aminosyraderivatet kan sedan separeras med kromatografi och man kan se vilken aminosyra derivatet består av.
Sedan isolerar man polypeptiden (med en aminosyra avklippt) och upprepar proceduren tills man har bestämt hela sekvensen. 

## Begränsningar
30–40 stycken aminosyror är lämpligt att bestämma, sedan blir provet för orent på grund av produkter genererade av ofullständiga reaktioner. Problemet kringgås dock genom att man klipper peptiden till kortare sekvenser och bestämmer dem separat. Trypsin kan användas till att klippa protein.